# ألان وليامز (صحفي)
ألان وليامز (بالإنجليزية: Alan Williams)‏ هو صحفي أمريكي، ولد في 28 أغسطس 1935.